# 제61회 백상예술대상
제61회 백상예술대상은 2025년 5월 5일 열린 시상식이다. 일간스포츠와 JTBC플러스가 주최했으며 2025년 5월 5일 오후 20시 삼성동 코엑스 D홀에서 열렸다. 이번 행사는 신동엽, 배수지, 박보검이 사회를 맡았으며, 한국에서는 JTBC와 TVING, 치지직, SOOP, 네이버TV를 통해, 해외에는 'PRISM'을 통해 생중계됐다.
매년 진행되는 시상식은 60명의 전문 심사위원과 업계 심사위원, 방송, 영화, 연극을 대표하는 전문가 집단의 엄격한 심사과정을 거쳐 영화, 방송, 연극 분야의 우수성을 인정하는 대한민국 최고 권위의 시상식 중 하나이다.
후보자는 공식 웹 사이트를 통해 2025년 4월 7일에 발표되었다. 2024년 4월 1일부터 2025년 3월 31일 사이에 발표된 모든 작품이 후보에 올랐다.

## 수상 및 후보

### 영화 대상
- 하얼빈 - 홍경표 수상

### 영화 작품상
- 대도시의 사랑법
- 리볼버
- 장손
- 전,란
- 하얼빈 - 수상

### 영화 감독상
- 아침바다 갈매기는 - 박이웅
- 리볼버 - 오승욱 수상
- 하얼빈 - 우민호
- 대도시의 사랑법 - 이언희
- 탈주 - 이종필

### 영화 각본상
- 승부 - 김형주, 윤종빈
- 아침바다 갈매기는 - 박이웅
- 전,란 - 신철, 박찬욱 수상
- 리볼버 - 오승욱, 주별
- 장손 - 오정민

### 영화 예술상
- 원더랜드(VFX) - 박병주
- 베테랑 2(액션) - 유상섭, 장한승
- 파일럿(분장) - 이서진
- 전,란(음악) - 조영욱
- 하얼빈(촬영) - 홍경표

### 영화 신인감독상
- 그녀가 죽었다 - 김세휘
- 핸섬가이즈 - 남동협
- 장손 - 오정민 수상
- 딸에 대하여 - 이미랑
- 정순 - 정지혜

### 영화 남자최우수연기상
- 아침바다 갈매기는 - 윤주상
- 승부 - 이병헌
- 핸섬가이즈 - 이희준
- 파일럿 - 조정석 수상
- 하얼빈 - 현빈

### 영화 여자최우수연기상
- 대도시의 사랑법 - 김고은
- 정순 - 김금순
- 검은 수녀들 - 송혜교
- 리볼버 - 전도연 수상
- 히든 페이스 - 조여정

### 영화 남자조연상
- 탈주 - 구교환
- 전,란 - 박정민
- 행복의 나라 - 유재명 수상
- 베테랑 2 - 정해인
- 하얼빈 - 조우진

### 영화 여자조연상
- 핸섬가이즈 - 공승연
- 보통의 가족 - 수현 수상
- 리볼버 - 임지연
- 검은 수녀들 - 전여빈
- 파일럿 - 한선화

### 영화 남자신인연기상
- 장손 - 강승호
- 대도시의 사랑법 - 노상현
- 검은 수녀들 - 문우진
- 해야 할 일 - 장성범
- 전,란 - 정성일 수상

### 영화 여자신인연기상
- 청설 - 노윤서 수상
- 히든 페이스 - 박지현
- 미망 - 이명하
- 빅토리 - 이혜리
- 스트리밍 - 하서윤

### 방송 대상
- 흑백요리사: 요리 계급 전쟁 - 넷플릭스 수상

### 방송 작품상(드라마)
- 선재 업고 튀어 - tvN
- 옥씨부인전 - JTBC
- 이토록 친밀한 배신자 - MBC
- 중증외상센터 - Netflix
- 폭싹 속았수다 - Netfilx 수상

### 방송 작품상(예능)
- 무쇠소녀단 - tvN
- 스테이지 파이터 - Mnet
- 아조씨의 여생 - 추성훈 (유튜브)
- 풍향고 - 뜬뜬 (유튜브) 수상
- 흑백요리사: 요리 계급 전쟁 - Netflix

### 방송 작품상(교양)
- 《다큐프라임 - 내 집은 어디인가》 - EBS
- 《모든패밀리》 - wavve
- 《바람되어 다시 너와》 - 원주 MBC
- 《SBS 스페셜 - 학전 그리고 뒷것 김민기》 - SBS 수상
- 《샤먼: 귀신전》 - TVING

### 방송 연출상
- 폭싹 속았수다 - 김원석
- 조명가게 - 김희원
- 이토록 친밀한 배신자 - 송연화 수상
- 중증외상센터 - 이도윤
- 정년이 - 정지인

### 방송 극본상
- 가족계획 - 김정민
- 옥씨부인전 - 박지숙
- 선재 업고 튀어 - 이시은
- 폭싹 속았수다 - 임상춘 수상
- 굿파트너 - 최유나

### 방송 예술상
- 흑백요리사: 요리 계급 전쟁(미술) - 이영주
- 이토록 친밀한 배신자(촬영) - 이진석, 이덕훈
- 정년이(음악) - 장영규 수상
- 스터디그룹(무술) - 조동혁
- 지옥 2(VFX) - 홍정호, 이승제, 김대준, 김정민

### 방송 남자최우수연기상
- 폭싹 속았수다 - 박보검
- 선재 업고 튀어 - 변우석
- 좋거나 나쁜 동재 - 이준혁
- 중증외상센터 - 주지훈 수상
- 이토록 친밀한 배신자 - 한석규

### 방송 여자최우수연기상
- 아무도 없는 숲속에서 - 고민시
- 정년이 - 김태리 수상
- 선재 업고 튀어 - 김혜윤
- 폭싹 속았수다 - 아이유
- 굿파트너 - 장나라

### 방송 남자조연상
- 굿파트너 - 김준한
- 오징어 게임 시즌 2 - 노재원
- 중증외상센터 - 윤경호
- 폭싹 속았수다 - 최대훈 수상
- 좋거나 나쁜 동재 - 현봉식

### 방송 여자조연상
- 가족계획 - 김국희
- 옥씨부인전 - 김재화
- 폭싹 속았수다 - 염혜란 수상
- 정년이 - 오경화
- 정년이 - 정은채

### 방송 남자신인연기상
- 이토록 친밀한 배신자 - 김정진
- 선재 업고 튀어 - 송건희
- 스터디그룹 - 차우민
- 옥씨부인전 - 추영우 수상
- 유어 아너 - 허남준

### 방송 여자신인연기상
- 폭싹 속았수다 - 김태연
- 마녀 - 노정의
- 폭군 - 조윤수
- 이토록 친밀한 배신자 - 채원빈 수상
- 중증외상센터 - 하영

### 방송 남자예능상
- 김원훈
- 덱스
- 성시경
- 신동엽 수상
- 유재석

### 방송 여자예능상
- 이수지 수상
- 장도연
- 지예은
- 해원
- 홍진경

### 백상연극상
- 《구미식》 - 극단 돌파구
- 《몰타의 유대인》 - 극단 적
- 《장녀들》 - 프로젝트아일랜드
- 《진천이 추천하는 진천 추천연극 진천사는 추천석》 - 코너스톤
- 《퉁소소리》 - 서울시극단

### 젊은연극상
- 《말린 고추와 복숭아향 립스틱》 - 공놀이클럽 (극단) 수상
- 《멸망의 로맨스》 - 보편적극단 (극단)
- 《유원》 - 앤드씨어터 (극단)
- 《더 시걸》 - 이승원 (연출)
- 《1923년생 조선인 최영우》 - 이태린 (연출)

### 연극 연기상
- 《몰타의 유대인》 - 곽지숙 수상
- 《지상의 여자들》 - 이진경
- 《퉁소소리》 - 정새별
- 《진천이 추천하는 진천 추천연극 진천사는 추천석》 - 조영규
- 《모든》 - 최희진

### PRISM 인기상
- 변우석 수상
- 김혜윤 수상

### GUCCI Impact Award
- 아침바다 갈매기는 수상